# Lee Garden One
La Lee Garden One, chiamato anche Manulife Plaza, è un grattacielo situato nella Causeway Bay ad Hong Kong.

## Descrizione
L'edificio dalla forma triangolare è alto 240 m ed è dotato di 52 piani utilizzati per ospitare uffici. L'edificio è attualmente il 16° più alto di Hong Kong.
Il sito era occupato dal Lee Gardens Hotel, un albergo costruito negli anni 1920 e demolito nell'agosto 1994 per far posto all'attuale edificio.